# Initiativen der Veränderung

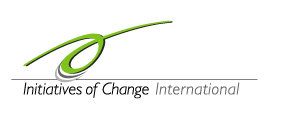
Logo der Initiatives of Change (IofC)

Die Initiativen der Veränderung (englisch Initiatives of Change, französisch Initiatives et Changement; Internationale Abkürzung: IofC) ist seit 2002 eine internationale Bewegung, die aus der früheren Oxford-Gruppe über die ehemalige Bewegung Moralische Aufrüstung (Moral Re-Armament, MRA) entstanden ist. Die Nichtregierungsorganisation hat einen besonderen beratenden Status im Wirtschafts- und Sozialrat der Vereinten Nationen und einen Teilnehmerstatus im Europarat.

## Geschichte
In den späten 1920er Jahren bildeten an der  Universität von Oxford einige Studenten eine „Oxford-Gruppe“. Als Begründer gilt Frank Buchman (1878–1961), der 1938 als Gegenpol zur weltweiten Kriegsaufrüstung zu einer „moralischen und geistigen Aufrüstung“ aufrief.
Nach 1945 entwickelte sie ein Programm „zum moralischen und geistigen Wiederaufbau der Welt“. Ihren Sitz nahm die MRA im schweizerischen Caux im Grandhotel Caux Palace. Wohlhabende Schweizer Bürger hatten es 1946 gekauft und Buchman geschenkt. 1960 eröffnete Buchman dort ein internationales Konferenzzentrum. Die MRA organisierte mit populären Mitteln (Laienspielgruppen, Chören, öffentlichen Sündenbekenntnissen) Massenkampagnen und zugleich eine Kaderschulung (democratic training) für Personen, die Führungsaufgaben übernehmen sollten. Dabei erhielt die Gruppe Unterstützung aus der Politik. So nahm zum Beispiel im Juni 1948 der hessische Erziehungsminister Erwin Stein (CDU) an der MRA-Weltversammlung in Kalifornien teil. Auf der Tagesordnung stand die Entwicklung „ideologischer Waffen“ im aufkommenden Kalten Krieg. Konrad Adenauer erklärte als Kongressteilnehmer in Caux in diesem Jahr, er erkenne die „große Bedeutung von Caux für die Schlacht zwischen Gut und Böse“. Der spätere West-Berliner CDU-Politiker Peter Lorenz nahm nach seinen Worten von dort Kraft für „den Kampf gegen den Kommunismus in Berlin“ mit auf den Rückweg. In Nordrhein-Westfalen, Bayern, Baden-Württemberg und Hessen gab es auf Bitten der Regierungen Tourneen eines MRA-Propagandatheaters mit dem musikalischen Stück Der gute Weg. Mehr als 3000 Deutsche und 2000 Franzosen kamen nach Caux. Nach Frank Buchmans Tod übernahm 1961 der Brite Peter Howard die Leitung der MRA, der aber bereits 1965 ebenfalls verstarb.
Es folgte eine Neuorientierung, die zur Folge hatte, dass sich das Projekt Up with People als Bildungsprogramm abspaltete, nachdem eine gemeinsame „Vertrauensbasis“ nicht mehr vorhanden war. Mit dem wirtschaftlichen und politischen Zusammenbruch kommunistischer Staaten begann ein neuer Abschnitt für die Bewegung, die nach Osteuropa expandierte. In Taiwan, Brasilien und Kenia wurden Programme für „Saubere Wahlen“ initiiert. 2001 gaben Cornelio Sommaruga (1932–2024) und Rajmohan Gandhi (* 1935) den neuen Namen „Initiativen der Veränderung“ bekannt.

## Organisation

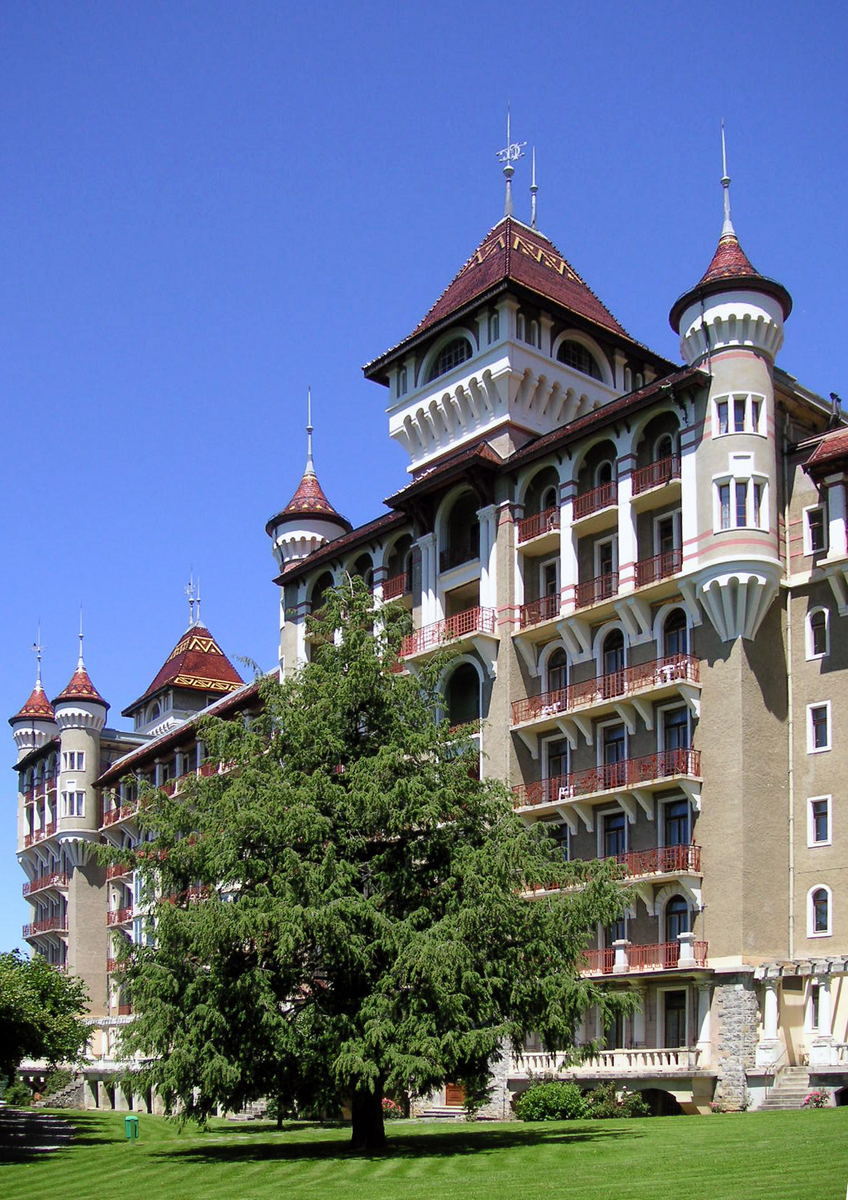
Zentrum „Initiative of Change“ in Caux

Die Bewegung ist weltweit in 60 Ländern tätig; in 44 Ländern verfügt sie über unabhängige Trägerschaften, die sich Initiatives of Change – International angeschlossen haben. Die IofC hat ihren Hauptsitz in Caux und wurde 2002 als Verein gegründet. Das dortige Büro vertritt die internationale Bewegung bei den Vereinten Nationen, dem Europarat und weiteren internationalen Organisationen. In Genf unterhält sie das Office of International Trainings Service, ein Schulungszentrum, das alle internationalen Aus- und Weiterbildungen koordiniert und vermittelt. Die größten Zentren der „Initiativen der Veränderung“ befinden sich in der Schweiz, Großbritannien, Indien und Australien.

## Struktur und Aufbau
Das oberste Gremium der IofC ist die jährlich stattfindende Mitgliedervollversammlung, die vom Präsidenten geleitet wird. Die globale Vollversammlung wählt neun bis elf Mitglieder zum Internationalen Rat. Daraus wird ein vierköpfiges Leitungsteam gewählt, das sich aus dem Präsidenten, dem Vizepräsidenten, dem Schatzmeister und einem Sekretär zusammensetzt. Das Leitungsteam ist für den Geschäftsbetrieb und das Management zuständig; ihm können weitere Ratsmitglieder beigeordnet werden. Zur weiteren Unterstützung stehen dem Leitungsteam ständige Ausschüsse zur Verfügung, deren Mitglieder nicht dem Internationalen Rat angehören. Präsidentin ist Omnia Marzouk.